# Im Winkel 3, 5; Ölberg 4, 5, 7, 11, 13 (Bregenstedt)

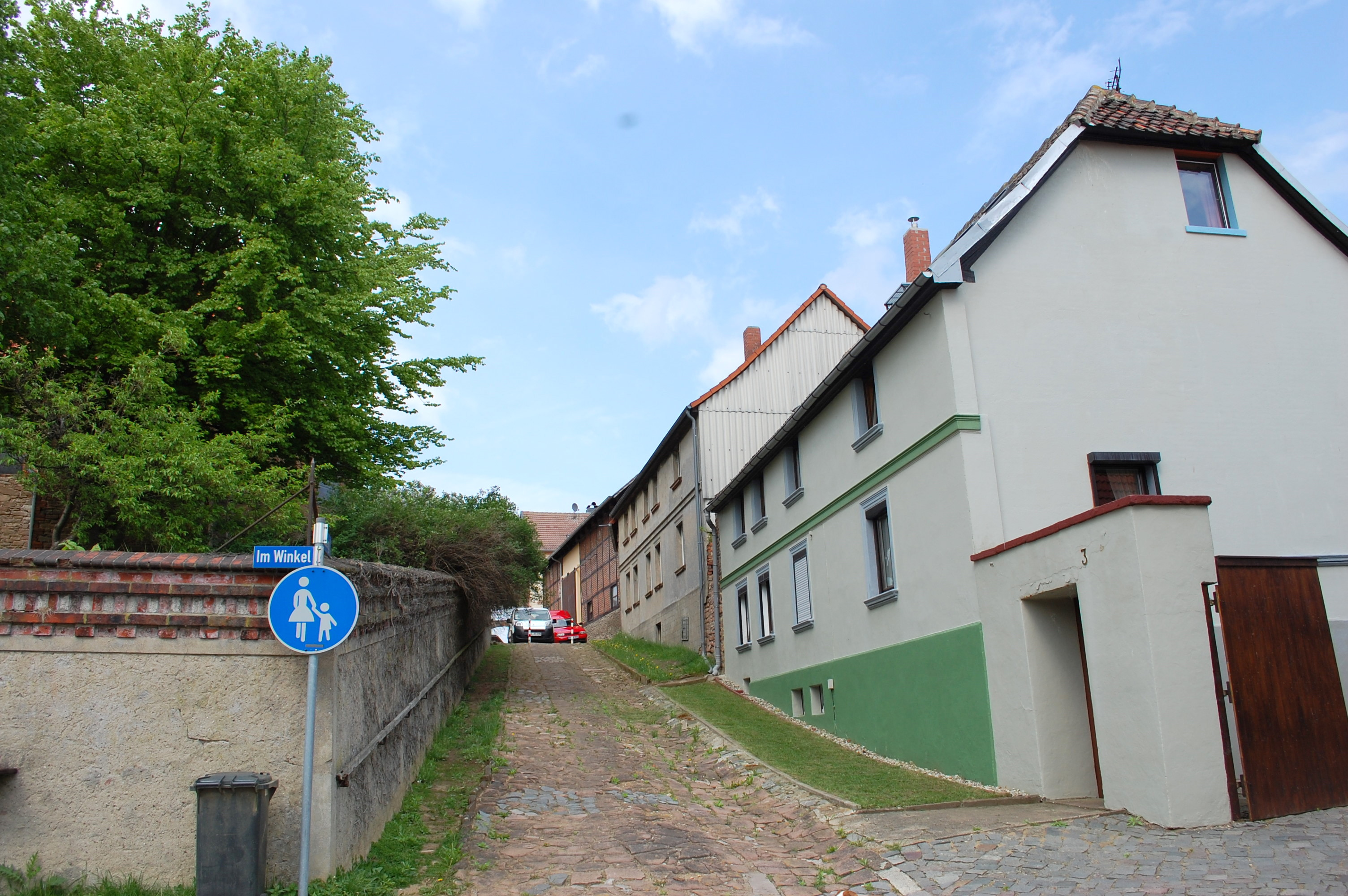
Blick in die Straße Ölberg

Im Winkel 3, 5; Ölberg 4, 5, 7, 11, 13 ist ein denkmalgeschützter Straßenzug im zur Gemeinde Erxleben gehörenden Dorf Bregenstedt.
Die kleine Straße zieht sich von der Straße Im Winkel nach Norden zur Erxlebener Straße, wobei sie einen erheblichen Höhenunterschied überwinden muss. An ihrem Nordende hat sie die Höhe des Kirchhügels erreicht und verbreitert sich zu einem kleinen Platz.
An der Westseite der Straße grenzt der Kirchhof der Dorfkirche Bregenstedt an. Der Straßenzug ist von geräumigen Höfen mit Toranlagen gesäumt. Die Wohnhäuser werden als qualitätvoll beschrieben. Zu den Höfen gehören diverse Wirtschaftsgebäude. Es dominieren Konstruktionen aus Fachwerk und Klinker. Besonders bemerkenswert ist der Hof an der Adresse Im Winkel 3, 5 dessen Scheune aus dem Jahr 1826 stammt.
Trotz häufigerer Umbauten der Anlagen, blieb der Gesamtcharakter der dörflichen Architektur des 19. Jahrhunderts weitgehend erhalten. Zum Teil wurde bei Neubauten, so dem 1887 entstandenen Torbogen des Hauses Ölberg 7, die Charakteristika der überlieferten Bauweisen angepasst. Für das Erscheinungsbild der Gesamtanlage ist jedoch insbesondere die erhaltene Pflasterung mitsamt seitlichem Rinnstein von Bedeutung.